# 제주도의 푸른 밤
제주도의 푸른 밤은 1988년 8월 18일 발매된 최성원의 솔로 음반 《최성원 1집》의 수록 발라드 곡이다.
가사는 "떠나요 둘이서 모든 것 훌훌 버리고"로 시작하며 휴가철 여행 분위기에 맞은 인기대중가요에 속한다. 작곡가 김욱이 제주도에 살았는데 최성원이 그 사람 집에 한 달쯤 머물며 이 노래를 만들게 되었다. 이후 이 노래는 제주도의 관광산업에 큰 기여를 하였다. 성시경의 제주도 푸른밤을 포함하여 유리상자, 태연 등 수많은 가수들이 리메이크를 제작하였다.